# 梁嵩遵
梁嵩遵（？—？），安定郡乌氏县（今宁夏回族自治区固原市泾源县）人，北魏官员。

## 生平
梁嵩遵是司徒中兵参军梁景雋的族子，建德郡太守、朝那男梁颖的族曾孙，年少时有义气豪侠。以奉朝请为起家官，历任司空外兵参军。萧宝夤出任雍州刺史时，引荐梁嵩遵为中兵参军，对梁嵩遵十分信任。萧宝夤反叛北魏后，命令梁嵩遵率领部众出征。梁嵩遵假装接受萧宝夤的任命，率军离开后，又与侯终德等人返回来袭击萧宝夤。梁嵩遵因功封乌氏县开国伯，食邑五百户，后出任光州平东府长史，转任荆州骠骑府司马。梁嵩遵在任内去世，虚岁四十四。

## 家庭

### 父亲
- 梁悦，北魏司徒左长史、银青光禄大夫[1]

### 兄弟
- 梁嵩景，燕郡太守、东广州刺史[1]